# Arcangelo Leone de Castris
Arcangelo Leone de Castris (Salice Salentino, 24 luglio 1929 – Bari, 17 marzo 2010) è stato un critico letterario italiano.

## Biografia
Laureato in Lettere presso l'Università di Bari con Mario Sansone, è stato professore ordinario di Letteratura Italiana presso l'Istituto di Filologia della stessa università, poi confluito nella Facoltà di Lettere e Filosofia, e Direttore del Dipartimento di Italianistica. Da sempre legato a una visione utopistica del comunismo, aveva teorizzato un rapporto di politica e di cultura con una valenza politica: bisognava combattere una cultura intesa come chiusa al mondo, come ebbe a dire il Prof. Vitilio Masiello alla sua commemorazione presso l'ateneo barese. In tale proposta ideologica, si situa la fondazione della rivista «Lavoro critico» (Dedalo, poi Giardini, infine Lacaita). Tra le sue opere principali di critica letteraria: «L'impegno del Manzoni» (Sansoni, 1963), «Egemonia e fascismo» (Il Mulino, 1981), «Il decadentismo italiano. Svevo Pirandello D'Annunzio» (De Donato, 1974, poi Laterza, 1989), «Estetica e politica. Croce e Gramsci» (Franco Angeli, 1989), «Storia di Pirandello» (Laterza, 1989), «La critica letteraria in Italia dal dopoguerra a oggi» (Laterza, 1991), «Sulle ceneri di Gramsci. Pasolini, i comunisti e il ' 68» (Datanews, 1997), «Gli ossi di Montale» (Manni, 2000), «Una fine sinistra» (Guida, 2001).
È stato Coordinatore nazionale del PRIN "Letteratura e istituzioni dalla crisi della cultura illuministica alle avanguardie del Novecento (storia, teoria, strumenti)".
È stato maestro di una nutrita schiera di studiosi, di cui la maggior parte professori presso l'Università degli Studi di Bari "Aldo Moro": Bartolo Anglani, Carlo Alberto Augieri, Giuseppe Bonifacino, Anna Clara Bova, Lazzaro Rino Caputo, Giovanna Scianatico, Raffaele Cavalluzzi, Renata Cotrone, Ferdinando Pappalardo, Pasquale Voza. Fece da relatore anche a Nichi Vendola.